# WTA Shenzhen Open 2016
Shenzhen Open 2016 (відомий як Shenzhen Gemdale Open 2016 за назвою спонсора) — тенісний турнір, що проходив на відкритих кортах з твердим покриттям. Це був 4-й за ліком Shenzhen Open. Належав до категорії International у рамках Туру WTA 2016. Відбувся в Shenzhen Longgang Sports Center у Шеньчжені (Китай). Тривав з 2 до 9 січня 2016 року.

## Очки і призові

### Нарахування очок
| Дисципліна       | П   | Ф   | ПФ  | ЧФ | 1/8 | 1/16 | Q   | Q2  | Q1  |
| Одиночний розряд | 280 | 180 | 110 | 60 | 30  | 1    | 18  | 12  | 1   |
| Парний розряд    | 280 | 180 | 110 | 60 | 1   | Н/Д  | Н/Д | Н/Д | Н/Д |

### Призові гроші
| Дисципліна       | П        | Ф       | ПФ      | ЧФ     | 1/8    | 1/161  | Q2     | Q1     |
| Одиночний розряд | $111,163 | $55,323 | $29,730 | $8,934 | $4,928 | $3,199 | $1,852 | $1,081 |
| Парний розряд *  | $17,724  | $9,222  | $4,951  | $2,623 | $1,383 | Н/Д    | Н/Д    | Н/Д    |

1 Кваліфаєри отримують і призові гроші 1/16 фіналу

* на пару

## Учасниці основної сітки в одиночному розряді

### Сіяні учасниці
| Країна          | Гравчиня           | Рейтинг1 | Сіяна |
| --------------- | ------------------ | -------- | ----- |
| Польща          | Агнешка Радванська | 5        | 1     |
| Чехія           | Петра Квітова      | 6        | 2     |
| Румунія         | Ірина-Камелія Бегу | 31       | 3     |
| Румунія         | Моніка Нікулеску   | 39       | 4     |
| Велика Британія | Джоанна Конта      | 48       | 5     |
| Канада          | Ежені Бушар        | 49       | 6     |
| Казахстан       | Заріна Діяс        | 52       | 7     |
| Німеччина       | Анніка Бек         | 58       | 8     |

- 1 Рейтинг подано станом на 28 грудня 2015.

### Інші учасниці
Нижче наведено учасниць, які отримали вайлдкард на участь в основній сітці:
- Дуань Інін
- Ірина Хромачова
- Ч Шуай

Нижче наведено гравчинь, які пробились в основну сітку через стадію кваліфікації:
- Ніколь Гіббс
- Ярослава Шведова
- Тереза Сміткова
- Чжан Кайлінь

Учасниця, що потрапила в основну сітку завдяки захищеному рентингові:
- Ваня Кінґ

Учасниці, що потрапили до основної сітки як щасливий лузер:
- Стефані Фегеле

### Відмовились від участі
До початку турніру
- Ольга Говорцова  → її замінила  Катерина Сінякова
- Магда Лінетт (хвороба шлунково-кишкового тракту)  → її замінила  Стефані Фегеле
- Уршуля Радванська  → її замінила  Донна Векич

### Знялись
- Ірина-Камелія Бегу (травма правого коліна)
- Петра Квітова (хвороба шлунково-кишкового тракту)

## Учасниці основної сітки в парному розряді

### Сіяні пари
| Країна            | Гравчиня        | Країна | Гравчиня           | Рейтинг1 | Сіяна |
| ----------------- | --------------- | ------ | ------------------ | -------- | ----- |
| КНР               | Сюй Їфань       | КНР    | Чжен Сайсай        | 88       | 1     |
| Китайський Тайбей | Чжуан Цзяжун    | Грузія | Оксана Калашникова | 113      | 2     |
| Росія             | Віра Душевіна   | Чехія  | Катерина Сінякова  | 147      | 3     |
| Туреччина         | Чагла Бююкакчай | Сербія | Александра Крунич  | 210      | 4     |

- 1 Рейтинг подано станом на 28 грудня 2015

### Інші учасниці
Нижче наведено пари, які отримали вайлдкард на участь в основній сітці:
- Лі Їсюань /  Шен Юці

### Знялись з турніру
До початку турніру
- Магда Лінетт (хвороба шлунково-кишкового тракту)

## Переможниці та фіналістки

### Одиночний розряд
- Агнешка Радванська —  Алісон Ріск, 6–3, 6–2

### Парний розряд
- Ваня Кінґ /  Моніка Нікулеску —  Сюй Їфань /  Чжен Сайсай, 6–1, 6–4